# Heydər Əliyev
Heydər Əliyev, o Heydar Aliyev, o anche Gaydar Aliev, in azero Heydər Əlirza oğlu Əliyev, spesso traslitterato come Heydar Alirza oglu Aliyev, dal russo Гейдар Алиев Gejdar Aliev (Naxçıvan, 10 maggio 1923 – Cleveland, 12 dicembre 2003), è stato un politico azero.
È stato presidente dell'Azerbaigian dal 1993 al 2003, quando suo figlio İlham Əliyev - avuto dalla moglie Zərifə Əliyeva - gli è succeduto nella carica presidenziale fra molte polemiche e moti di protesta.
Presidente del KGB presso il Consiglio dei ministri della RSS Azera (1966-1969), Primo segretario del Comitato centrale del Partito comunista della RSS Azera (1969-1982), membro del Politburo del Comitato centrale del PCUS (dal 1982), primo vicepresidente del Consiglio dei ministri dell'URSS, maggior generale. Nel 1987 si è dimesso dal suo incarico. Ritornato in Azerbaigian nel luglio di 1990, è stato eletto per la prima volta nel Consiglio Supremo della RSS Azera, presidente dell'Assemblea suprema della Repubblica Autonoma di Naxçıvan (1991-1993), poi presidente dell'Azerbaigian (1993-2003).
Heydər Əliyev ha dominato la vita politica azera per oltre un trentennio ed il suo regime è stato descritto come dittatoriale, autoritario e repressivo. Numerosi commentatori politici hanno sottolineato che Heydər Əliyev ha governato uno stato pesantemente poliziesco, ha truccato le elezioni e imbavagliato i media, mentre alcuni hanno sottolineato che la sua politica ha portato stabilità e ricchezza al paese.

## Biografia

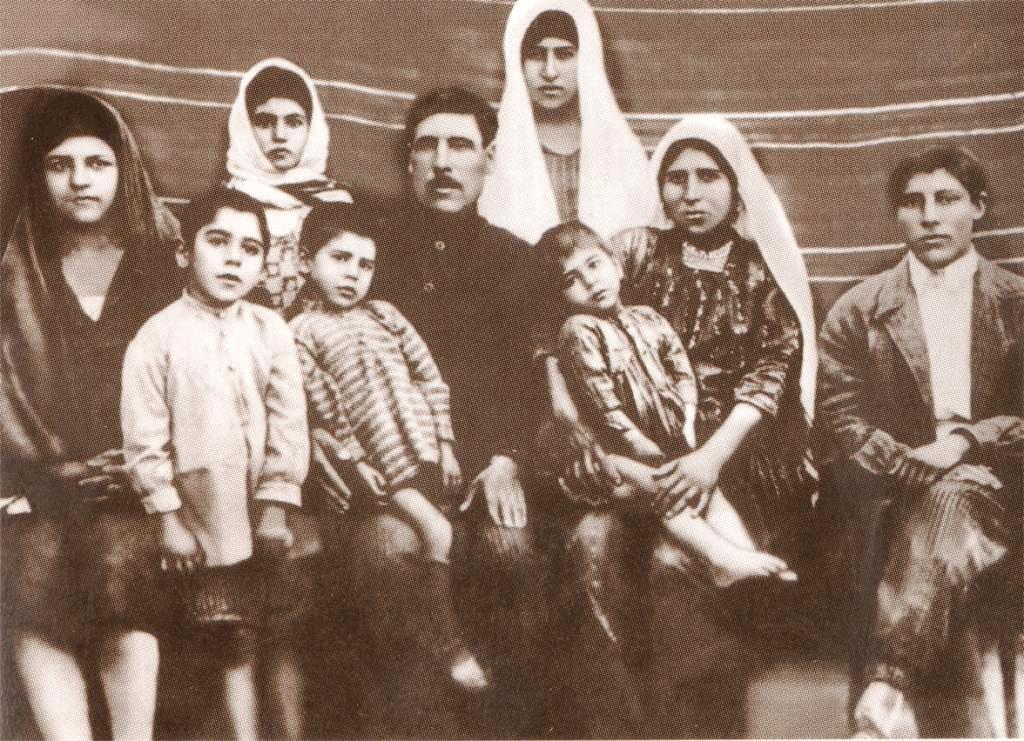
Famiglia di Heydər Əliyev (secondo da sinistra)

Secondo quanto egli stesso ha sempre sostenuto, sarebbe nato in una casa situata nella via Puškin, in una famiglia proletaria originaria della Repubblica Socialista Sovietica Autonoma di Naxçıvan (l'attuale Repubblica Autonoma di Naxçıvan) all'interno della RSS Azera sovietica; ma non si conosce la data esatta della sua nascita, che si suppone essere il 10 maggio 1923. Əliyev è nato nella famiglia di un ferroviere ed era il quarto di otto figli della famiglia. La famiglia di Əliyev proveniva dal villaggio azero, da Dzhamartli del distretto di Zangezur, ma al momento della nascita di Heydər Əliyev, la sua famiglia si era già trasferita a Naxçıvan. Sua nonna paterna era nativa del villaggio di Urud. Tra i suoi antenati c'erano quelli che portavano il titolo onorario di kerbalai, dato soprattutto ai musulmani sciiti, che fecero un pellegrinaggio a Kerbela. In una delle interviste, Heydər Əliyev ha sottolineato: "Io secondo le mie radici appartengo alla religione musulmana. Sono azero di nazionalità e ne sono orgoglioso". Nella famiglia, aveva altri quattro fratelli, Hassan, Hussein, Agil e Djalal; e anche tre sorelle: Sura, Shafiga e Rafiga.
Dopo la laurea dalla scuola professionale pedagogico di Naxçıvan nel 1939, Heydər Əliyev si è iscritto nella facoltà di architettura dell'Istituto industriale a Baku. Dal 1941 Heydər Əliyev ha lavorato come capo dipartimento nel NKVD della Repubblica socialista sovietica autonoma del Nakhichevan e nel Consiglio dei commissari del popolo della Repubblica socialista sovietica autonoma del Nakhichevan, e dal 1944 ha prestato servizio nel sistema di organismi di sicurezza dello stato. Nel 1957 si è laureato presso il Dipartimento di storia dell'Università statale dell'Azerbaigian intitolato a nome di Sergej Mironoviс Kirov. Nel periodo dal 1949 al 1950 ha studiato presso la scuola di riqualificazione per il principale staff operativo del Ministero della sicurezza dello Stato dell'USSR a Leningrado.

### Carriera durante l'era sovietica
Dal 1941 Heydər Əliyev ha lavorato come capo dipartimento nel NKVD (Commissariato del popolo per gli affari interni) della Repubblica Socialista Sovietica Autonoma del Naxçıvan e nel Consiglio dei Commissari del popolo della Repubblica Socialista Sovietica Autonoma del Naxçıvan, e dal 1944 ha prestato servizio nel sistema di governo di sicurezza dello stato dove fece presto carriera diventando vicepresidente nazionale nel 1964 e Presidente nel 1967. Nel 1969, sotto l'amministrazione di Leonid Brežnev, Əliyev venne eletto Primo Segretario del Comitato Centrale del Partito Comunista dell'Azerbaigian, e poi membro candidato del Politburo del partito comunista sovietico nel 1976. Occupò la carica di Primo Segretario fino al 1982, anno in cui il presidente sovietico Jurij Vladimirovič Andropov lo promosse alla carica di Vice-Primo Ministro dell'Unione Sovietica.
La sua ascesa politica subì però un disastroso arresto con l'avvento come segretario generale del partito comunista dell'Unione Sovietica di Michail Gorbačëv nel 1985: la politica della perestrojka del nuovo leader sovietico non combaciava con i metodi politici di Əliyev. La sua caduta in disgrazia divenne pubblica quando il giornale di stato Pravda lo accusò pubblicamente di corruzione, etichettandolo come uno dei più grandi dinosauri comunisti. Nell'ottobre del 1987 Gorbačëv sferrò un duro attacco alla vecchia guardia dei seguaci di Brežnev costringendo Əliyev a rassegnare le dimissioni dal Politburo per motivi di salute.

### Il ritorno in patria e il nuovo corso politico
Əliyev fece ritorno alla sua nativa Naxçıvan nel 1990 e si reinventò una nuova carriera politica, presentandosi in veste di nazionalista moderato, rassegnando le dimissioni dal Partito Comunista dell'Azerbaigian in aperta protesta per la violenta soppressione delle manifestazioni indipendentiste a Baku nel gennaio del 1990. Eletto deputato nel Parlamento azero, ottenne nel 1991 la carica di presidente del Consiglio Supremo della Repubblica Autonoma di Naxçıvan. Il 30 agosto 1991 l'Azerbaigian dichiarò la propria indipendenza dall'Unione Sovietica, riconosciuta solo dopo il crollo dell'impero sovietico a dicembre.
Il periodo immediatamente successivo fu estremamente difficile per l'Azerbaigian, che dovette affrontare subito un conflitto aperto con l'Armenia per il controllo sull'enclave armena del Nagorno Karabakh. L'allora Presidente azero Abülfaz Elçibay nominò Əliyev Vicepresidente del Consiglio Supremo dell'Azerbaigian nel 1992, dando vita ad un governo debole e incapace di affrontare la terribile questione del Nagorno Karabakh.
Nel 1993 l'Azerbaigian sprofondò nel caos e si trovò sull'orlo della guerra civile a causa delle pesanti sconfitte inflitte dall'esercito armeno. Il presidente Elçibəy fuggì dalla capitale a seguito di un tentato colpo di Stato, del quale fu complice lo stesso Əliyev, che ricevette come compenso del suo sostegno la carica di presidente del Consiglio Supremo dell'Azerbaigian il 15 giugno 1993. Nove giorni dopo l'Assemblea Nazionale Azera lo elesse presidente dell'Azerbaigian.

### La presidenza
Nel corso del decennio successivo Əliyev governò l'Azerbaigian con mano ferrea, incoraggiando gli investimenti dall'estero e scoraggiando l'opposizione interna. Nel 1993 fondò il Partito del Nuovo Azerbaigian. Si candidò e vinse due volte le elezioni alla carica di Presidente dell'Azerbaigian, nel 1993 e nel 1998, ricevendo però dure accuse di brogli da parte della comunità internazionale.
A causa del conflitto del Nagorno-Karabakh, l'Azerbaigian era in profonda instabilità politica. Ma la situazione cambiò radicalmente dopo che Əliyev fu eletto presidente del paese. La cessazione delle ostilità ha permesso ad Əliyev di concentrarsi sulla ricostruzione dell'economia del paese, e in particolare sulla riforma agraria. Già nel dicembre 1994 - marzo 1995, il presidente Əliyev istituì commissioni speciali per creare i principi della riforma agraria. Queste commissioni hanno formato tre leggi fondamentali sulla riforma agraria e la ristrutturazione delle aziende agricole nel 1995-1996. I principi generali del nuovo sistema economico sono stati stabiliti nella costituzione del paese, adottata nel novembre 1995. La nuova costituzione abolì il monopolio statale sulla proprietà della terra che era stato preservato in Azerbaigian sin dai primi anni 1920 e riconobbe il diritto di trovare proprietà mobili e immobili (ad es. Terreni) in proprietà privata. Nella nuova costituzione, è stata registrata la transizione da un'economia pianificata a un'economia di mercato.

Contratto del Secolo, discorso di Heydər Əliyev

Heydər Əliyev ha avviato trattative con compagnie occidentali sullo sviluppo dei giacimenti petroliferi in Azerbaigian. Il 20 settembre 1994, il governo dell'Azerbaigian ha firmato il Contratto del Secolo con le maggiori società petrolifere e del gas: BP (Regno Unito), Amoco, Unocal, Exxon, McDermott e Pennzoil (USA), Lukoil (Russia), Statoil (Norvegia) e Società Petrolifera Statale della Repubblica di Azerbaigian (SOCAR), TPAO (Turchia), Delta Nimir (Arabia Saudita) e Ramco (Scozia) per lo sviluppo su larga scala dei giacimenti Azeri-Chirag-Gunashli nel settore azerbaigiano del Mar Caspio. Questo accordo ha avuto un ruolo eccezionale nell'attrarre investimenti e nello sviluppo dell'industria del paese. Il professore dell'Università di Harvard, David King, nota anche che Heydər Əliyev ha contribuito al miglioramento dell'economia dell'Azerbaigian. Tuttavia Əliyev ottenne considerevoli risultati nella sua politica volta ad attirare investitori internazionali soprattutto nell'industria petrolifera azera che deteneva il controllo della maggior parte delle risorse di gas e petrolio del Mar Caspio.
Nel 1997 Əliyev firmò un contratto milionario con il consorzio internazionale petrolifero Azerbaijan International Operating Company (AIOC). Fu anche promotore del controverso progetto di due miliardi di dollari dell'Oleodotto Baku-Tbilisi-Ceyhan per il trasporto di petrolio greggio da Baku a Ceyhan in Turchia, attraversando la vicina Georgia e aggirando l'Iran settentrionale e la Russia.
Anche il tentativo di risolvere militarmente la questione del Nagorno Karabakh si rivelò un totale fallimento: l'offensiva azera del dicembre 1993 fu una totale disfatta che costò la perdita di circa il 16% del territorio azero che cadde sotto il controllo armeno, circa 30.000 vittime di guerra e 750.000 profughi civili. L'Armenia continuò a detenere il controllo del Nagorno Karabakh e la questione rimase aperta.
Nel 1995 Heydər Əliyev fu oggetto di un tentativo di assassinio da parte di alcuni killer, in segno di rappresaglia per la sua campagna contro le case da gioco turche in territorio azero. Le autorità azere non riuscirono mai a catturare i mandanti e gli esecutori dell'attentato, fra i quali probabilmente si trovava anche l'ultranazionalista turco Abdullah Çatlı.

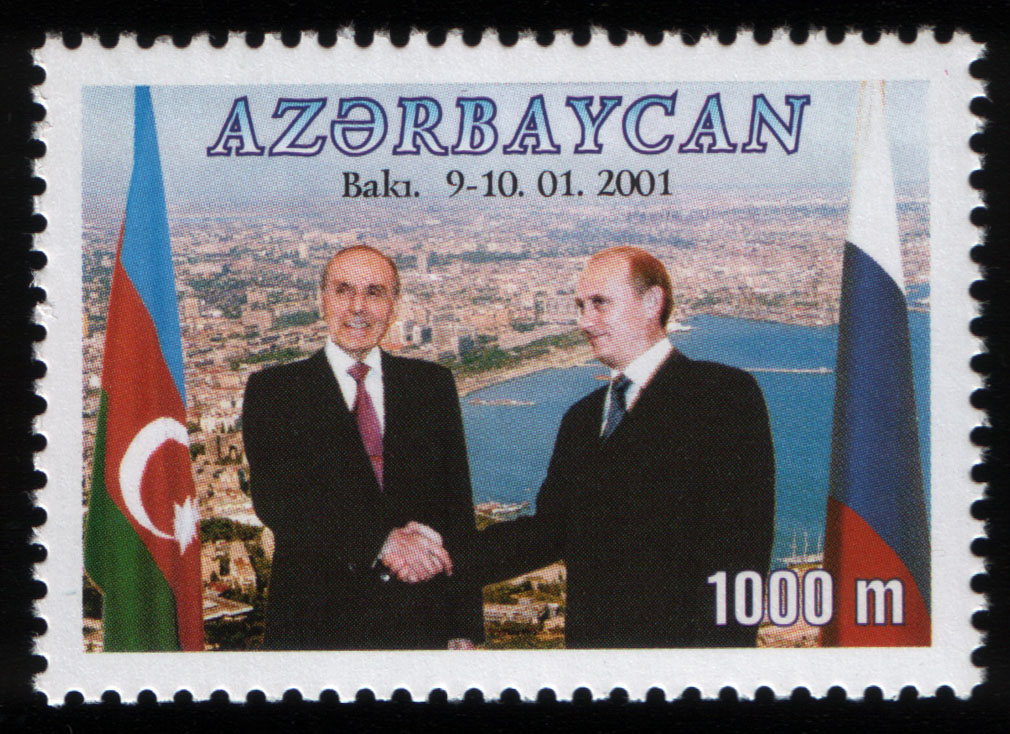
Francobollo azero commemorativo dell'incontro tra Vladimir Putin e Heydər Əliyev avvenuto nel 2001.

Nel 1999 Əliyev subì un'operazione al cuore nella Cleveland Clinic, negli Stati Uniti d'America. Le sue condizioni di salute peggiorarono ulteriormente in seguito a un'operazione alla prostata e nell'aprile 2003, durante un discorso alla televisione, Əliyev ebbe in diretta un collasso cardiaco. Il 6 agosto 2003 fu costretto a tornare negli Stati Uniti per problemi cardiaci. Passò la presidenza a suo figlio İlham, dichiarandolo candidato unico alle ridicole elezioni presidenziali di quello stesso anno. Il 12 dicembre Əliyev morì a Cleveland, due mesi dopo la vittoria del figlio nelle elezioni presidenziali.

## Luoghi dedicati a Heydər Əliyev
- Villaggio di Heydarabad nel distretto di Sadarak della Repubblica Autonoma di Naxçıvan
- Aeroporto internazionale Heydər Əliyev a Baku (in precedenza l'aeroporto portava il nome di Bina)
- La piazza intitolata al nome di Heydər Əliyev a Ul'janovsk
- Teatro statale dell'Azerbaigian intitolato a Heydər Əliyev a Tbilisi
- Corso a Baku e in altre città dell'Azerbaigian, così come ad Amman (Giordania)
- Strade di Ankara (Turchia), Astana (Kazakistan) e Malgobek (Inguscezia, Russia)
- Parchi a Baku e in altre città dell'Azerbaigian, nonché nelle città turche di Ankara, Karatepe e Istanbul, Bucarest (Romania)
- Viale a Hadera (Israele)
- Piazza intitolata a Heydər Əliyev a Tbilisi, Kiev, Astrachan'
- Il ponte a Tarsus (Turchia)
- Sala Concerti, Accademia del Ministero della Sicurezza Nazionale
- Cima (picco) sul monte Bashdagh
- Complesso sportivo e concertistico
- Centro culturale Heydər Əliyev
- Stabilimento di acque profonde di Baku
- Stadio di calcio urbano di İmişli
- La stazione ferroviaria di Heydər Əliyev alla stazione di Angoja (Buriazia)
- Raffineria di petrolio di Baku
- Oleodotto Baku-Tbilisi-Ceyhan
- Liceo a Iğdır (Turchia)
- Scuole secondarie ad Ankara e Astrachan'
- Istituto internazionale di scienze sociali a Kiev
- Museo presso l'Università nazionale euroasiatica intitolato a Lev Nikolaevič Gumilëv (Kazakistan)
- Moschea di Heydər a Baku